# Neocallichirus ranongensis
Neocallichirus ranongensis is een tienpotigensoort uit de familie van de Callianassidae. De wetenschappelijke naam van de soort is voor het eerst geldig gepubliceerd in 1983 door Sakai.